# 黃姬鬼蛛
黃姬鬼蛛（学名：Neoscona doenitzi）为金蛛科姬鬼蛛屬下的一个种。